# 14-es busz (Salgótarján)
A salgótarjáni 14-es autóbusz a város két fontos városrészét Zagyvarónát és Bagylyasalját köti össze.
Útvonalának hossza körülbelül 6,5 km, menetideje 35 perc. A vonalon főleg csuklós buszok közlekednek. Ez volt az első autóbuszjárat Salgótarjánban.

## Története
1955. július 1-jén indult az első salgótarjáni helyi járati autóbusz Zagyvaróna és Baglyasalja között 1-es jelzéssel, csak később (kb. az 1970-es évek elején, az első végleges helyi járati autóbusz-állomás létrehozása körül) kapta meg a jelenlegi 14-es jelzést.

## Útvonala
| Baglyasalja, Katalintelep felé: | Zagyvaróna, Mátyás Király út felé: |
| --- | --- |
| Zagyvaróna, Mátyás Király út – Őrhegy út – Zagyva út – Tarjáni út – Salgó út – Rákóczi út – Baglyasi út – Petőfi Sándor út – Baglyasalja, Katalintelep | Baglyasalja, Katalintelep – Petőfi Sándor út – Baglyasi út – Rákóczi út – Salgó út – Tarjáni út – Zagyva út – Mátyás Király útja – Zagyvaróna, Mátyás Király út |

## Megállóhelyei
| 14 (Zagyvaróna – Baglyasalja) |                               |          | | |
| Perc (↓)                      | Megállóhely                   | Perc (↑) | Megállóhelyet érintő járatok                                                                                | Fontosabb létesítmények                                                                                              |
| 0                             | Zagyvaróna, Mátyás Király út  | 35       | Salgótarján tömegközlekedése                                                                                | |
| 2                             | Zagyvaróna, községháza        | 34       | 1, 1U, 13, 14, 61                                                                                           | Bátki József Közösségi Ház                                                                                           |
| 3                             | Zagyvaróna, Sallai út         | 33       | 1, 1U, 13, 14, 61                                                                                           | |
| 4                             | Rónai elágazó                 | 32       | 1, 1U, 13, 14, 61                                                                                           | |
| 6                             | Erőmű                         | 30       | 1, 1U, 13, 14, 61                                                                                           | Vízválasztó Hőerőmű                                                                                                  |
| 7                             | Tarjáni út 1.                 | 29       | 1, 1U, 13, 14, 61                                                                                           | |
| 8                             | Pintértelep                   | 28       | 1, 1U, 13, 14, 61                                                                                           | |
| 10                            | Köztemető                     | 26       | 1, 1U, 13, 14, 61                                                                                           | Újköztemető |
| 11                            | Művésztelep                   | 25       | 1, 1U, 13, 14, 61                                                                                           | |
| 12                            | Salgói kapu                   | 24       | 1, 1U, 13, 14, 61                                                                                           | |
| 14                            | Kohász Művelődési Központ     | 22       | 1, 1U, 13, 14, 61                                                                                           | Kohász Művelődési Központ, Acélgyár                                                                                  |
| 15                            | Acélgyári úti iskola          | 21       | 1, 1U, 13, 14, 61                                                                                           | Salgótarjáni Általános Iskola Petőfi Sándor Tagiskolája                                                              |
| 16                            | Salgó út                      | 20       | 1, 1U, 6, 7, 7A, 7B, 11, 11A, 11B, 13, 14, 19, 27A, 36, 46, 63, 63S, 113                                    | |
| 18                            | Fő tér                        | 18       | 1, 1U, 6, 7, 7A, 7B, 11, 11A, 11B, 13, 14, 19, 27A, 36, 46, 63, 63S, 113                                    | Salgótarján József Attila Művelődési és Konferencia Központ, Karancs Szálló, dr. Förster Kálmán Emlékpark            |
| ∫                             | Bem utca                      | 16       | 1, 3C, 5, 6, 7, 7A, 7B, 7C, 8, 11, 11A, 11B, 14, 19, 27A, 36, 46, 58, 63, 63S                               | Városháza, Dornyay Béla Múzeum, Apolló Mozi                                                                          |
| 20                            | Megyeháza                     | 15       | 1, 1U, 3C, 5, 6, 7, 7A, 7B, 7C, 8, 9, 11, 11A, 11B, 13, 14, 19, 27A, 36, 46, 58, 63, 63S, 113               | Megyeháza |
| 22                            | Tűzhelygyár                   | 13       | 1, 1U, 2A, 2T, 3C, 5, 6, 7, 7A, 7B, 7C, 8, 11, 11A, 11B, 13, 14, 19, 27A, 36, 46, 58, 63, 63S, 113          | Tűzhelygyár, Salgótarjáni Szakképzési Centrum Stromfeld Aurél Gépipari, Építőipari és Informatikai Szakközépiskolája |
| 23                            | Tűzhelygyár alsó              | 12       | 1, 1U, 2A, 2T, 3C, 5, 6, 7, 7A, 7B, 7C, 8, 11, 11A, 11B, 13, 14, 19, 27A, 36, 46, 58, 63, 63S, 113          | Tűzhelygyár |
| 25                            | Külső-pályaudvar bejárati út  | 10       | 1, 1U, 2A, 2T, 3, 3C, 4, 5, 6, 7, 7A, 7B, 7C, 8, 9, 11, 11A, 11B, 13, 14, 19, 27A, 36, 46, 58, 63, 63S, 113 | Salgótarján külső Salgótarján helyi autóbusz-állomás                                                                 |
| 27                            | Baglyasalja, elágazó          | 8        | 4, 4A, 14, 46                                                                                               | |
| 29                            | Baglyasalja, felüljáró        | 6        | 3C, 4, 4A, 14, 46                                                                                           | |
| 30                            | Baglyasalja, élelmiszerbolt   | 5        | 4, 4A, 14, 46                                                                                               | |
| 31                            | Baglyasalja, általános iskola | 4        | 4, 4A, 14, 46                                                                                               | óvoda, posta, Baglyaskő Idősek Otthona                                                                               |
| 32                            | Baglyasalja, sporttelep       | 4        | 4, 4A, 14, 46                                                                                               | Baglyasaljai sporttelep, Szoborpark, Diákotthon                                                                      |
| 33                            | Baglyasalja, orvosi rendelő   | 3        | 4, 4A, 14, 46                                                                                               | Orvosi rendelő, Baglyasaljai Római katolikus templom                                                                 |
| 34                            | Baglyasalja, FMSZ             | 2        | 4, 4A, 14, 46                                                                                               | |
| 35                            | Baglyasalja, Katalintelep     | 0        | 4, 4A, 14, 46                                                                                               | |